# Taiji (musicista)
Taiji Sawada  (沢田 泰司?, Sawada Taiji), meglio noto con lo pseudonimo di Taiji (Ichikawa, 12 luglio 1966 – Saipan, 17 luglio 2011) è stato un bassista giapponese, famoso per essere stato componente della famosa band giapponese X Japan e successivamente dei Loudness.

## Biografia
Taiji nasce a Chiba. Inizia a suonare il basso e passa per varie band. Nel 1985 entra a far parte per la prima volta degli X Japan, insieme al chitarrista Jun. Ma dopo poco più di una decina di giorni Taiji viene sostituito con Hikaru; anche Jun abbandona la band, ma torna in formazione dopo qualche mese.
Il bassista rientra negli X nel novembre dell'86, succedendo a Hikaru. Sarà lui il bassista definitivo del gruppo, fino all'inizio degli anni '90.
Lo stile di Taiji è unico, la sua tecnica di slap è eccezionale. Nel look e in tutto ciò che fa richiama molto lo stile del glam rock/metal americano degli anni '80. Di tutti gli X egli è stato quello con le maggiori tendenze filo-occidentali in campo musicale.
Nel 1992, dopo tre album e il raggiungimento della fama nazionale, viene allontanato dagli X: Taiji sosteneva l'egualitarismo nell'amministrazione del gruppo e nella spartizione del lavoro e del denaro. Soprattutto per l'aspetto lavorativo, Taiji si lamentava con Yoshiki che alcune buone canzoni scritte da lui e Hide non furono accettate per l'album Blue Blood. In quel periodo il bassista fu anche arrestato per rissa e lesioni. Alla fine venne licenziato da Yoshiki. Taiji inoltre aveva forti opinioni sulla gestione del gruppo, sul modo di scrivere o sugli arrangiamenti delle canzoni; molto spesso era in contrasto con Yoshiki. Taiji ha supposto nella sua autobiografia (X no Sei to Shi) che un motivo del licenziamento fu che Yoshiki era troppo stanco di discutere con lui.
Dopo l'abbandono degli X il bassista entra nei Loudness,abbandonando la band dopo breve tempo.
Nel 1994 Taiji forma la sua band, chiamata D.T.R.; nello stesso anno divorzia da sua moglie e inizia a vagabondare per il Giappone. In seguito disse che tentò di suicidarsi due volte, ma alla fine non è riuscito a farlo.
Alla fine Taiji decide di tornare nel mondo della musica, e ricomincia la sua carriera partecipando ad un album tributo a Cozy Powell.
Nel maggio 2000 pubblica la sua autobiografia.
In seguito forma una nuova band, i Cloud Nine. Insieme a sua sorella Masayo alla voce, forma anche gli Otokaze. Ma anche questo gruppo termina l'attività dopo qualche tempo.
Nel 2011, forma una nuova band, i TSP, con Shu, il chitarrista dei Cloud nine
Inoltre suona nuovamente con gli X Japan al Nissan Stadium il brano X, in veste di special guest.

### La morte
L'11 luglio 2011, nel corso di un volo per Saipan, Taiji venne arrestato per essersi comportato violentemente nei confronti di un'assistente di volo che tentava di calmarlo. Dopo, l'artista - immobilizzato da alcuni passeggeri presenti - sarebbe riuscito comunque ad autoinfliggersi diverse ferite, prendendo a pugni oblò e sedili dell'aeromobile. Trasferito in carcere, Sawada ha tentato il suicidio impiccandosi con un lenzuolo dopo tre giorni. Ricoverato al più vicino ospedale in terapia intensiva, il musicista è rimasto in coma irreversibile fino al 17 luglio. I medici, dato il quadro clinico ormai irrimediabilmente compromesso, hanno deciso di cessare la somministrazione di cure, in accordo con i familiari.

## Discografia

### Album da solista
- 2000 - Jungle (photobook con Cd singolo)
- 2000 - Rain Song (photobook con Cd singolo)

### Album con gli X Japan
- 1988 - Vanishing Vision
- 1989 - Blue Blood
- 1991 - Jealousy

### Album con i Loudness
- 1992 - Loudness
- 1994 - Once and for All

### Album con i D.T.R.
- 1994 - Dirty Trashroad
- 1995 - Chain<絆>/I Believe...
- 1995 - Daring Tribal Roar
- 1996 - Drive To Revolution
- 2007 - Wisdom/Lucifer

### Album con gli Otokaze
- 2004 - Otokaze

### Album con i Kings
- 1995 - "Misty Eyes"
- 1995 - Kings

### Album con i Cloud Nine
- 2000 - Bastard